# 알렉산데르 야기엘론치크
알렉산드라스(리투아니아어: Aleksandras) 또는 알렉산데르 야기엘론치크(폴란드어: Aleksander Jagiellończyk, 1461년 8월 5일 ~ 1506년 8월 19일)는 리투아니아 대공국의 대공이자 폴란드 왕국 야기에우워 왕조의 국왕(재위:1501년~1506년)이다.
크라쿠프에서 카지미에시 4세와 합스부르크의 엘리자베트 사이에서 태어나 부친 사후 리투아니아 대공국을 물려받았으며 1501년 형 얀 1세 올브라흐트의 뒤를 이어 왕좌에 올랐다. 번창하는 폴란드 상원들의 권력과 그의 재정적 통제를 빼앗으려는 귀족들에 대항하는 데 왕좌의 절망적인 분쟁을 계속적으로 이끌었다.
자금의 필요를 위하여 알렉산데르는 타타르족과 리투아니아를 파괴하려는 이반 3세를 막을 수 없었다. 그의 최대한 업적은 스몰렌스크와 그의 수호 아래 있는 몇몇의 요새들에 수비대를 두고, 이반 3세의 딸 엘레나를 기용하여 자신과 장인 사이의 휴전을 중재하는 목적을 두었다.
몰다비아의 국왕 슈테판의 죽음만이 폴란드가 도나우강에 놓인 소유를 부여할 수 있었다. 알렉산데르의 수많이 필요했던 재정적 도움을 승인한 교황 율리오 2세의 너그러움이 알렉산데르가 프로이센의 주들에서 약간의 튜턴 기사단의 건방짐을 제치할 수 있도록 도움을 주었다. 1506년 8월 19일 빌노에서 사망하였다.